# Nowcasting

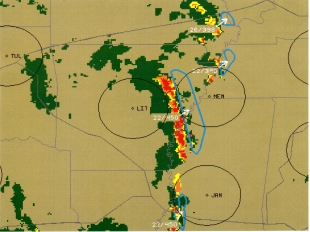
Prognoza (niebieskie linie) przez «AutoNowcaster» dla linii burzy z piorunami.

Nowcasting – angielski termin oznaczający prognozę pogody "na teraz". Opisuje aktualny stan pogody i jej rozwój w ciągu najbliższych kilku godzin, zwykle najbliższe 6 godzin lub okres jeszcze krótszy. 
Bardzo użyteczna w komunikacji lądowej (np. prognozy dla kierowców, informacje dla służb odśnieżania) i lotniczej, sadownictwie (np. lokalne wiosenne przymrozki) itp. Często dotyczy ściśle określonych, niewielkich obszarów np. rejon lotniska, akwen regat żeglarskich itp. Przy tak krótkim okresie obowiązywania prognozy możliwe jest osiągnięcie znacznej trafności i szczegółowości. 
Mimo zaawansowania numerycznego modelowania pogody (komputerowe modele matematyczne) lepsze wyniki osiąga się, kiedy prognoza "na teraz" opracowywana jest tradycyjną metodą, gdyż uwzględnione być mogą najaktualniejsze (satelitarne, radarowe itp), szczegółowe dane, pomijane przy modelowaniu numerycznym. Osoba opracowująca prognozę może wziąć pod uwagę także drobne, lokalne zjawiska pogodowe i ich rozwój w ciągu najbliższych godzin. Uwzględnia też szczegółową znajomość lokalnych warunków, a czasem odwołuje się do intuicji. 